# Kornskruvmossa
Kornskruvmossa (Syntrichia papillosa) är en bladmossart som beskrevs av Juratzka 1882. Kornskruvmossa ingår i släktet skruvmossor, och familjen Pottiaceae. Arten är reproducerande i Sverige. Inga underarter finns listade i Catalogue of Life.

## Bildgalleri

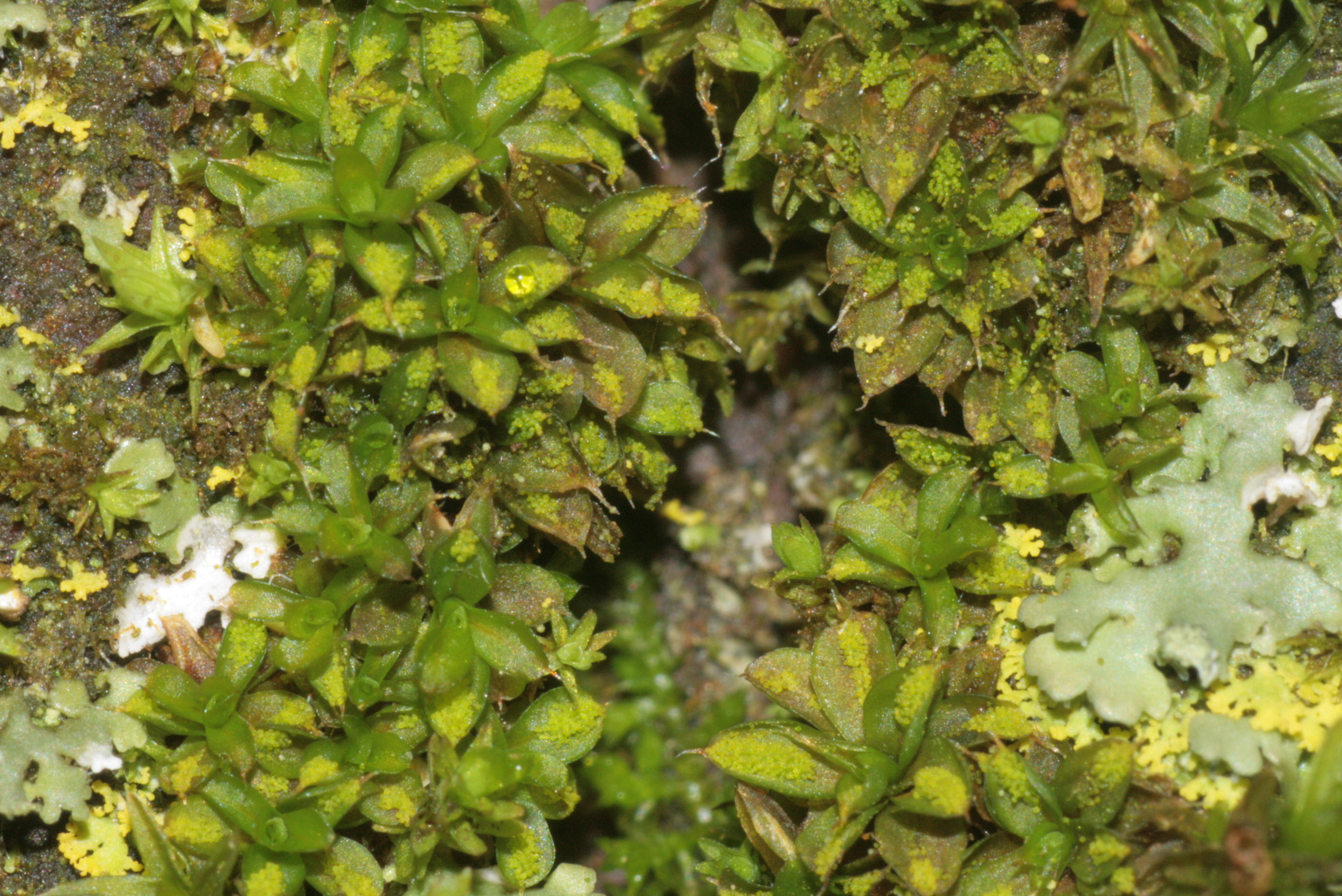
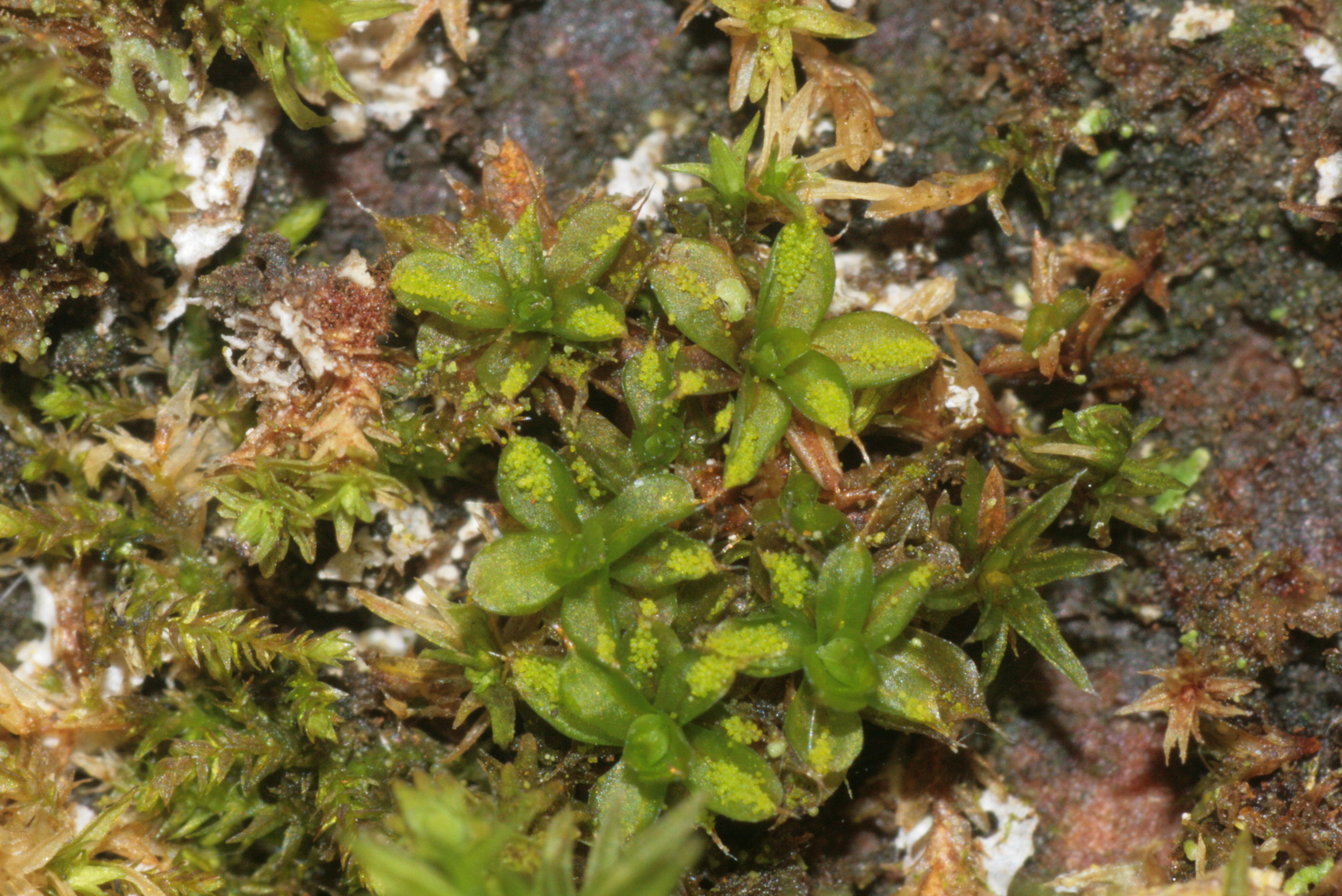
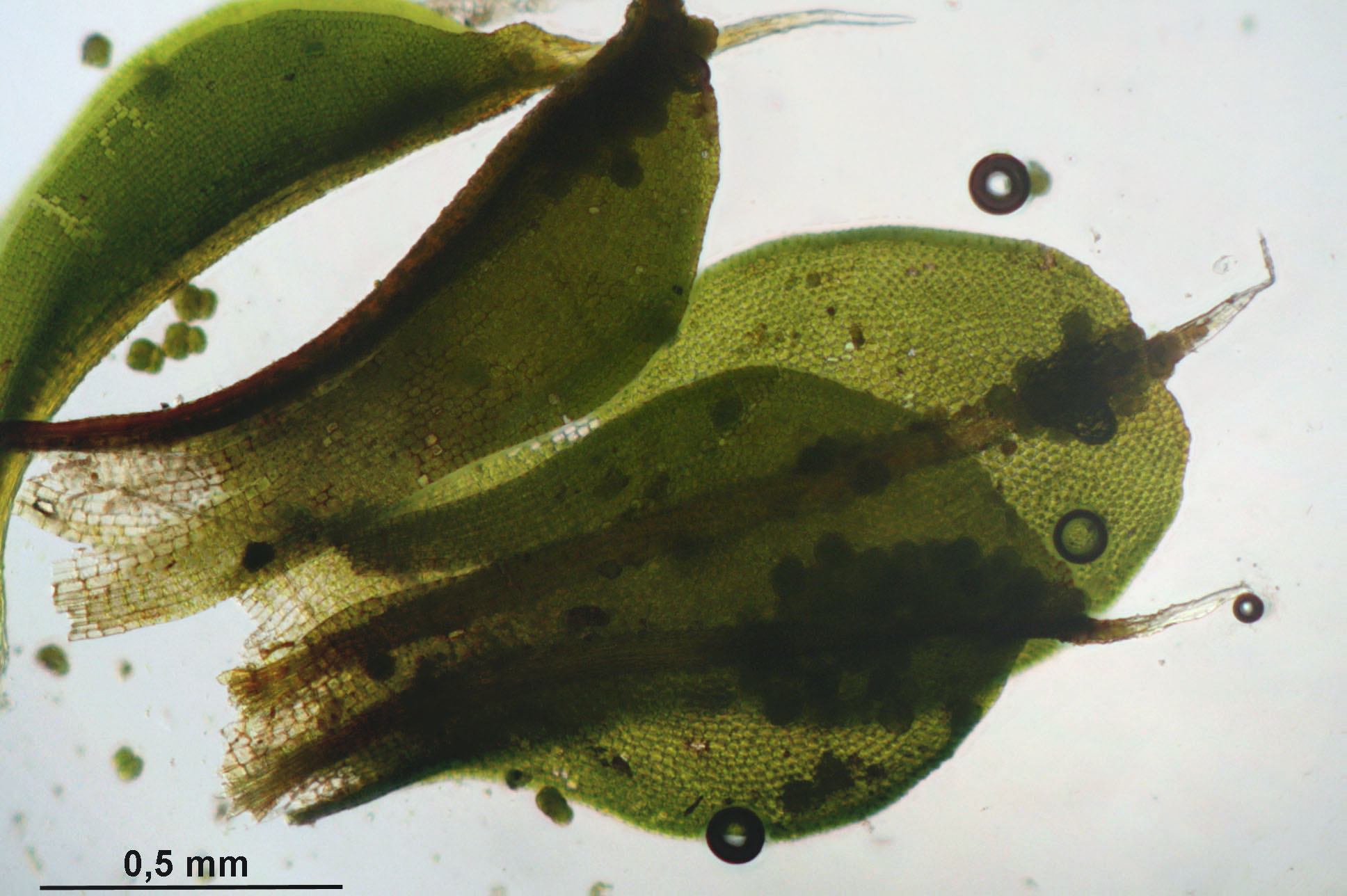
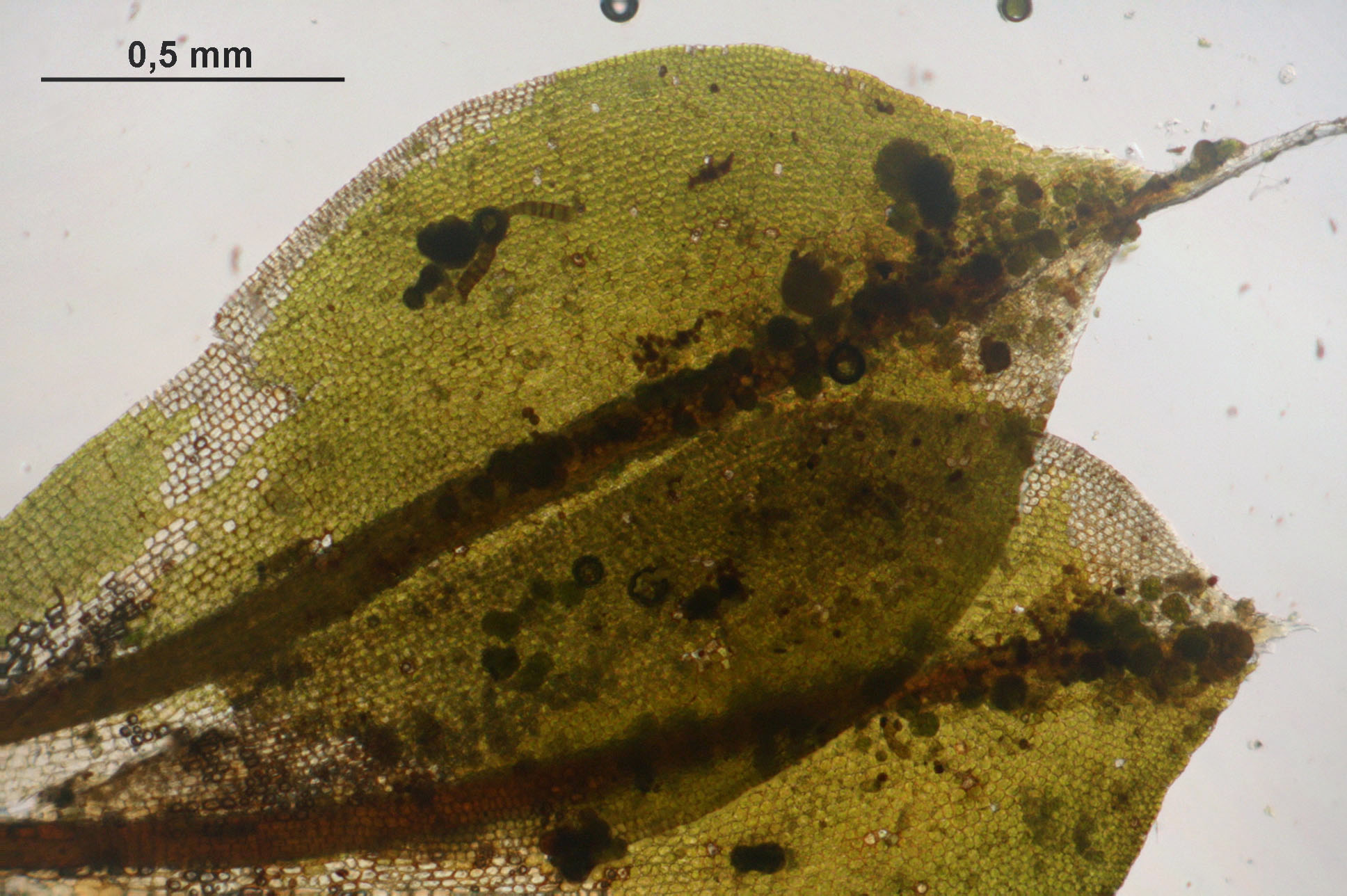
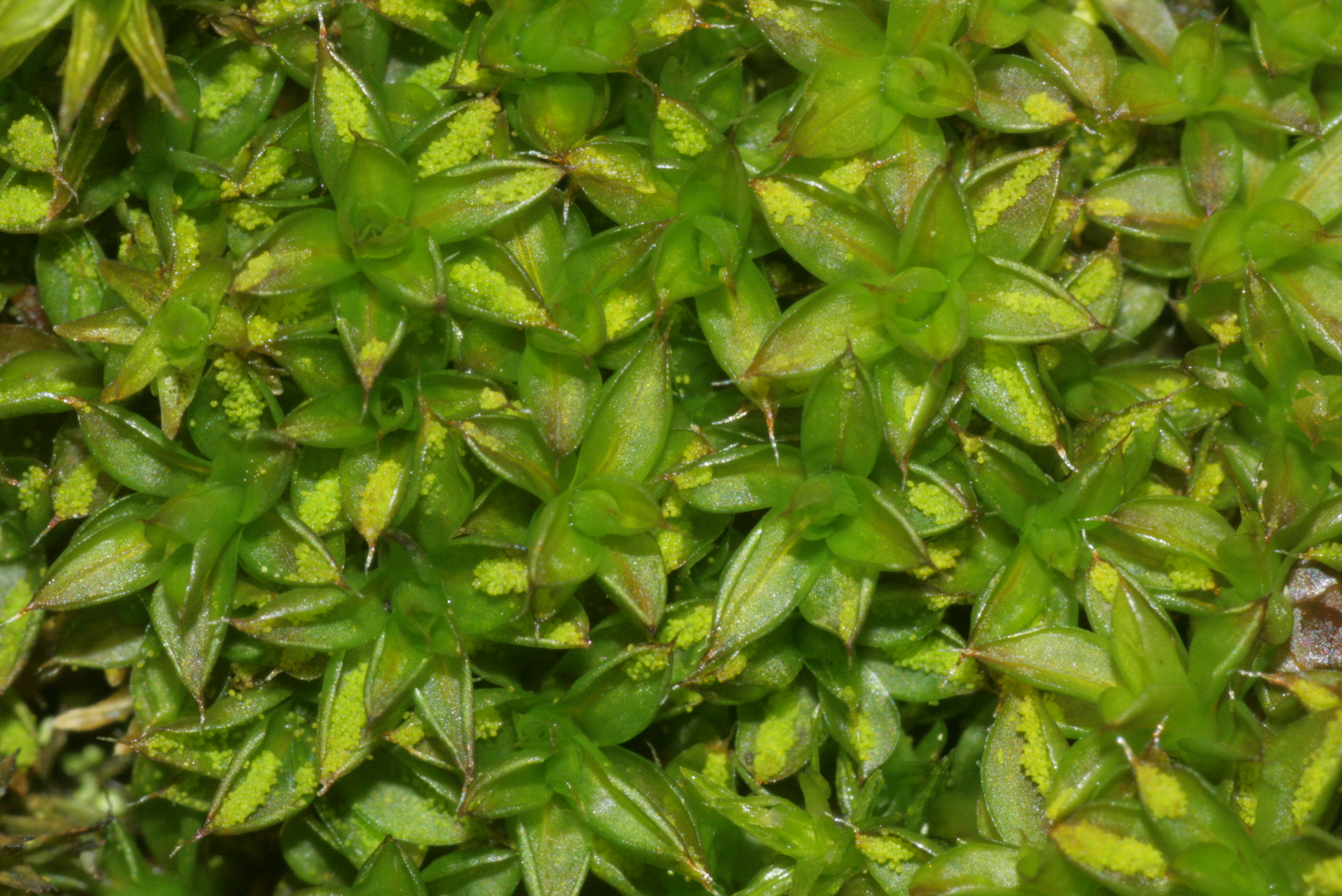
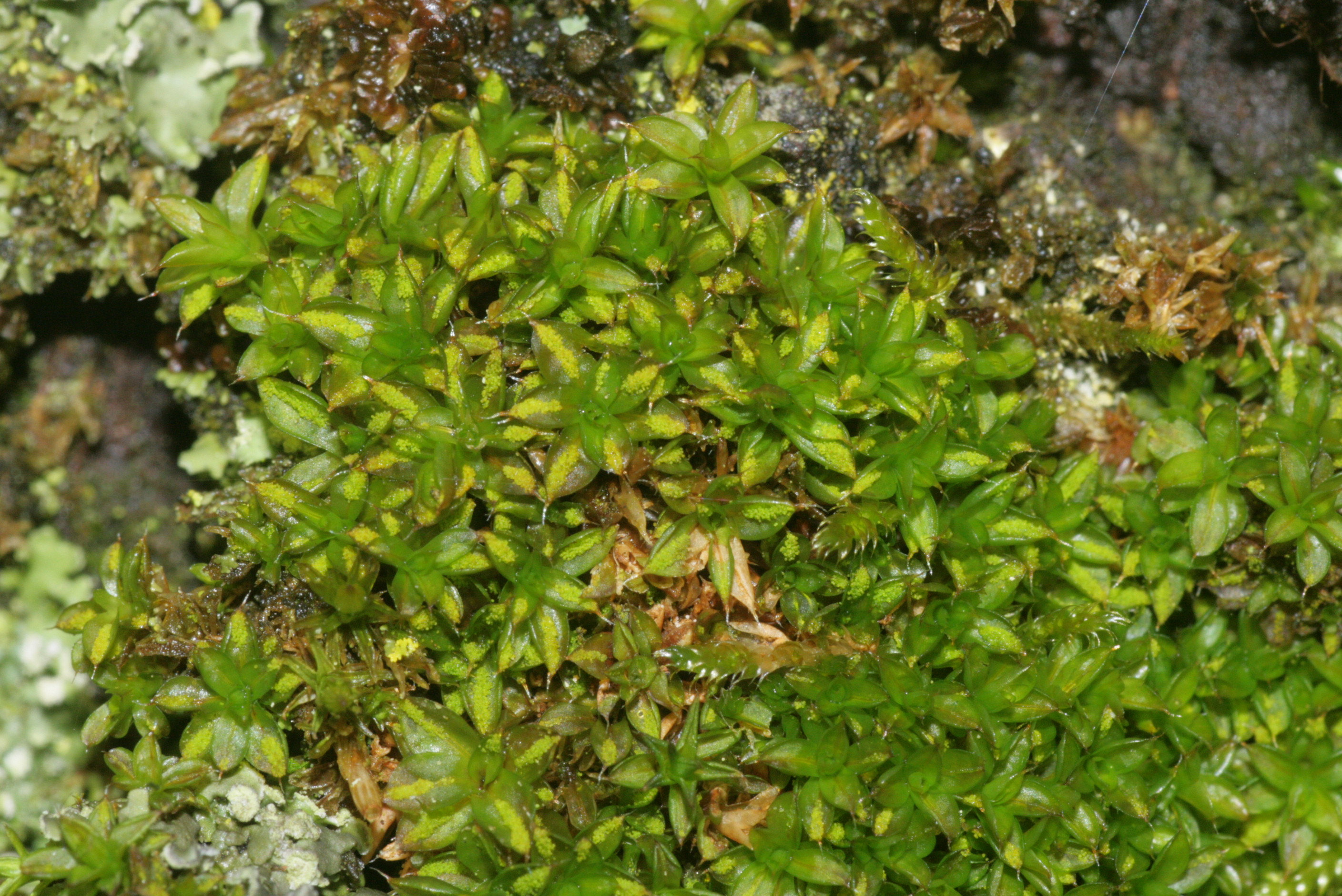